# アウグステ・フォン・バイエルン
アウグステ・アマーリア・ルドヴィカ・フォン・バイエルン（ドイツ語: Auguste Amalia Ludovika von Bayern, 1788年6月21日 - 1851年5月13日）は、ナポレオン・ボナパルトの養子であるロイヒテンベルク公ウジェーヌ・ド・ボアルネの妃。フランス語名はオギュスタ＝アメリー・ド・バヴィエール（Augusta-Amélie de Bavière）。

## 生涯
バイエルン王マクシミリアン1世とその最初の妃アウグステ・ヴィルヘルミーネの長女として、ストラスブールで生まれた。同母兄にバイエルン王ルートヴィヒ1世、同母妹にオーストリア皇帝フランツ1世の皇后カロリーネ・アウグステがいる。
1806年1月14日、ウジェーヌと結婚した。すでにバーデンの公子カール（のちのバーデン大公）と婚約していたが、ナポレオンの意向で強引に婚約破棄させられた上での政略結婚であった（カールはウジェーヌの又従妹ステファニー・ド・ボアルネと結婚した）。しかし夫婦仲は円満で、7子が生まれた。
- ジョゼフィーヌ（1807年 - 1876年） - スウェーデン王オスカル1世妃。
- オルタンス・ウジェニー（1808年 - 1847年） - ホーエンツォレルン＝ヘヒンゲン侯コンスタンティン妃。
- オギュスト・ウジェーヌ・シャルル・ナポレオン（1810年 - 1835年） - 第2代ロイヒテンベルク公。ポルトガル女王マリア2世の王配。
- アメリー（1812年 - 1873年） - ブラジル皇帝ペドロ1世の2度目の皇后。
- テオドランド（1814年 - 1857年） - 初代ウラッハ公ヴィルヘルム妃。
- カロリーヌ（1816年） - 夭折。
- マクシミリアン（1817年 - 1852年） - 第3代ロイヒテンベルク公。ロシア皇女マリア・ニコラエヴナと結婚。

アウグステは、1851年にミュンヘンで死去した。